# Prosopocera viridifulgens
Prosopocera viridifulgens là một loài bọ cánh cứng trong họ Cerambycidae.